# Drow

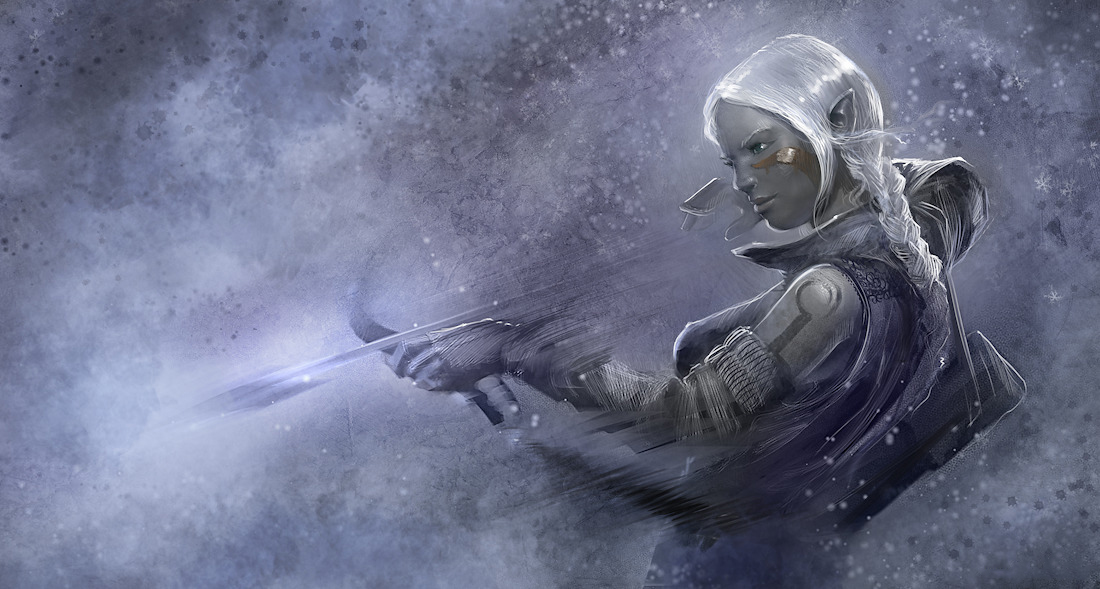
Drow dispara un 'shortbow' cargado con una flecha encantada con magia elemental de hielo.

Los drow o elfos oscuros, son seres fantásticos pertenecientes al universo ficticio de Dungeons & Dragons, así como de su ambientación literaria, Reinos Olvidados.
Su origen puede hallarse en los dökkálfar de la mitología nórdica, que residen bajo tierra en Svartálfaheim. Descritos con características similares a los enanos (mitología) y como la contraparte de los elfos de la luz, los ljósálfar.
En Reinos Olvidados se les describe como criaturas malvadas subterráneas descendientes de los elfos del bosque, que al declinarse por las fuerzas del mal fueron expulsados hacia las cuevas del subsuelo.

## Características
Se les caracteriza por tener el pelo blanco, la piel negra como obsidiana y ojos rojos, amarillos o violetas (aunque estos dos últimos son muy infrecuentes). El color de los ojos se debe a que poseen visión infrarroja, también llamada infravisión. Además tienen poderes mágicos y resistencia a la magia de forma innata. Como contrapartida, son débiles a la luz del día debido a que su existencia está ligada a la oscuridad de la profundidad de la Antípoda Oscura. Además las armas drow (normalmente fabricadas con Adamantita) pierden lentamente sus propiedades mágicas si se exponen a la luz solar. Los semi-drows son mestizos de drow y humano y comparten características de ambos, teniendo bien presente que los hijos nacidos de Drow y Humano suelen deberse a agresiones sexuales por parte de los primeros hacia los segundos.
Los drows son extremadamente inteligentes, ágiles, carismáticos y diestros, pero tienen cierta fragilidad física al igual que los elfos de la superficie. Como raza son diabólicos, rastreros, estafadores, mentirosos, capaces de vender a su propia madre al Diablo para sacar beneficio propio. Los varones drow están relegados a funciones de prácticamente nula relevancia dentro de la sociedad, lo que implica que sus cotas de poder se limitan a convertirse en los mejores magos, guerreros o exploradores, siendo en definitiva los mejores mercenarios de la sociedad, siempre que no opten por la vida contemplativa y se conviertan en simples mercaderes. Por otra parte, la actividad de la sociedad Drow bulle en torno a las mujeres, las cuales pueden obtener la posición social que deseen dentro de la misma. Si bien es cierto que la mayoría se dedica al culto de la diosa Lloth convirtiéndose en sacerdotisas, no es extraño encontrarse mujeres que practican la magia o entrenadas para la batalla cuerpo a cuerpo.
La mayoría de los drow, sobre todo aquellos versados en el arte de la batalla, poseen poderes tales como el Globo oscuro, el Fuego fatuo o Feérico y poderes de Levitación proporcionados por las insignias de rango de sus respectivas Casas.
Los drow odian a sus primos de la superficie, los elfos, ya que los consideran unos débiles traidores, aunque hay que tener en cuenta que los drow consideran débiles a cualquier raza no drow.

## Ciudades drows
Los drow viven en la Antípoda Oscura (también conocida como Infraoscuridad), un gigantesco complejo subterráneo donde no llega la luz solar.
En la Antípoda Oscura hay varias ciudades drows, albergadas en enormes cavernas. La más importante de todas ellas es Menzoberranzan, seguida de Ched-Nasad.

## Sociedad drow
La sociedad drow es matriarcal. Las mujeres poseen una mayor constitución física que los varones, lo que las hace más altas y fuertes que estos. Desde que los Drow se desterraron hacia los confines de la Antípoda Oscura han regentado el poder dentro de la sociedad. La mayoría de los drows varones sienten miedo de las hembras, que los tratan con crueldad y a su capricho debido a su posición claramente marcada tras las mismas. Estos deben respeto a las hembras, y cualquier ínfima irreverencia hacia ellas puede ser castigado con torturas estremecedoras. Una expresión común entre las mujeres es - no eres más que un simple varón -.
Como Drow, los varones aspiran a alcanzar las máximas cotas de poder, pero dado el sistema fuermentemente matriarcal, estas aspiraciones se ven frenadas drásticamente y se reducen a luchar por ser el mejor en aquello en lo que basan su vida: esto es siendo mago, guerrero, mercenario,... Afortunados solo aquellos que bajo los caprichos de las hembras son requeridos para aconsejar en ciertas situaciones, pero que, obviamente, no recibirán ningún reconocimiento, dando gracias de seguir con vida, por no haber errado en el mismo. El hechicero más poderoso, y siempre bajo el respaldo de la casa principal, puede llegar a convertirse en Archimago de la ciudad, lo que le convierte a ojos de los demás en el Hechicero con más conocimientos de lo arcano, y en definitiva le sitúa como objetivo a batir, ya que todos aspiran a ocupar su puesto. Como anécdota en la ciudad de Menzoberranzan, el Archimago es el encargado de proporcionar de luz mágica diariamente a una gran estalagmita, conocida como pilar de Narbondel situado en el centro de la ciudad, que tiene la misión de indicar el paso del tiempo a los Drow, en función de como vaya ascendiendo la luz por el mismo.
Se trata de una sociedad altamente jerarquizada, en la que las Casas definidas por familias Drow, están ordenadas según su poder dentro de la misma. En Menzoberranzan, el poder de la ciudad lo ostenta el Consejo Regente, formado por las ocho casas más poderosas. La Primera Casa (y por tanto la más antigua, poderosa y grande de todas) es la Casa Baenre. Un ejemplo de su poder, y el pleno apoyo de Lloth con el que cuenta esta casa, lo tenemos en la penúltima matrona de esta casa, que antes de morir en el infructuoso ataque a Mithril Hall (una ciudad enana) llegó a superar el milenio, una edad que sobrepasa con mucho la media drow de alrededor de 500 años. Actualmente es Triel hija de la anterior matrona quien lidera la casa Baenre.
Una Casa Drow está compuesta por una madre matrona clériga de Lloth, que es la que ostenta el poder dentro de la misma. Podríamos situar en la misma posición al Patrón de la casa, pero este está sujeto al capricho de la matrona, la cual, y como si de una viuda negra se tratara, despacha al mismo cuando este no le es de utilidad. A continuación nos encontramos con los familiares directos, cualquiera que tenga cierto parentesco con ella. Estos son considerados nobles dentro de la casa, poseyendo mayor rango cuanto mayor sea el lazo de sangre existente con la matrona. Aunque debemos de tener siempre presente que las hembras están por encima de los varones. De todos estos nobles, el varón más diestro en el combate es el Maestro de Armas de la Casa. Finalmente, nos encontramos a los guardias de la casa y en última instancia a los esclavos: drows y razas inferiores como los orcos, kobolds, ogros.
El método que tiene una Casa alcanzar un nuevo puesto dentro de la Sociedad es haciendo que desaparezca la Casa situada un escalón por encima en la jerarquía. Esto se consigue con una guerra encubierta. La Casa que busca avanzar en el poder, lanza un ataque inesperado contra la Casa a batir, esperando a la situación propicia. Una guerra tan peculiar como lo exige el guion en la sociedad diabólica drow, en la que todas las Casas se vigilan continuamente ya que son cautas y temerosas de todas aquellas Casas situadas por debajo del escalafón de poder en el que ellas se encuentran, es algo imposible. Por eso, se define dentro de la legalidad para derribar a otra casa, el erradicar a todos y cada uno de los miembros de la nobleza de la Casa atacada. Considerándose el no dejar testigos directos, es decir, testigos atacados, como condición única y necesaria para que tal masacre no constituya un delito, y considerándose, no como la matanza de la Casa, si no como si aquella nunca hubiera existido. Esto conlleva, que si sobrevive el noble de menor rango de la casa para narrar el ataque, la Casa atacante se vea condenada a su propia desaparición. Tal ejecución es llevada a cabo por las casas conformantes del Consejo Regente.
Los demás miembros de la Casa Atacada, es decir, soldados, esclavos y posesiones, pasan a engrosar a la Casa ganadora, convirtiéndola en más poderosa.

## Religión
La diosa principal de los drows es Lloth, también conocida como Lolth o Reina Araña. Es una diosa diabólica caracterizada por promover el caos entre sus fieles. Suele adoptar la forma de una increíble araña o de una mujer drow de bellísimas facciones. Las arañas son sagradas y matar a una se castiga con la pena de muerte. Estos sagrados arácnidos proliferan por todas las ciudades Drow, así que evitar pisarlas se convierte en una ardua tarea. Todo drow que profese culto a otro dios es considerado como hereje y traidor, y el conocimiento de este factor por parte de la Regencia de la ciudad supone la condena a muerte del mismo.
Las sacerdotisas de Lloth son exclusivamente mujeres nobles. Obtienen su poder clerical de la comunión con su Diosa mediante plegarias hacia ella. Para convertirse en sacerdotisas necesitan una preparación de décadas, dedicadas exclusivamente al culto caótico de Lloth. En la ciudad drow de Menzoberranzan estas reciben tal preparación en Arach-Tinilith, academia situada en Tier-Breche, junto con las otras dos importantes escuelas, Melee-Magthere y Sorcere (Academia de Guerreros Drow y de Hechiceros respectivamente). Al frente de Arach-Tinilith se encuentra la suma sacerdotisa, aquella que recibe el favor de la Diosa por encima de las demás, y que se trata de la primera sacerdotisa de la Casa Regente. El uso de látigos de serpientes con venenos mortales (látigo cuyas extremidades son cabezas de serpientes) está reservado a sacerdotisas de alto rango.

## Deidades
- Lolth o Lloth: diosa de las Arañas, antiguamente conocida como Araushnee hasta que traicionó al resto del panteón élfico (Seldarine) al atentar contra la vida de su líder, Corellion Larethian, de quien era consorte. Fue desterrada y convertida en demonio tanar'ri, aunque su poder sigue siendo equiparable al de una diosa y así se la considera. Su culto está basado en lo caótico. Aunque su avatar es una mujer drow muy bella, generalmente vestida de negro, se rumorea que su verdadero aspecto tendría solo la cabeza de la misma y el cuerpo de una araña. Se la puede encontrar vagando dentro del abismo, en la red de pozos demoníacos, en el interior del círculo sexagésimo sexto.

- Kiaransalee: antiguamente una matrona drow nigromante que ascendió a deidad cuando convocó una fuerza increíblemente grande de no-muertos para vengarse de unos enemigos que le habían ofendido, Kiaransalee está loca, pero tiene una mente muy aguda cuando quiere y nunca olvida una ofensa. Su dominio es el de la venganza y es aliada de Lloth, básicamente porque no tiene suficiente poder como para desentenderse de ella. Se dice que su risa es como hielo, y su símbolo es una huesuda mano de mujer drow llena de anillos y joyas de oro.

- Selvetarm: hijo de Vhaerun y una deidad élfica menor (Zandilar), creció junto a su madre y su tía Eilistraee y era fácil pensar que se convertiría en una deidad buena aliada de ellas, pero Lloth, su abuela, consiguió enredarle en una treta para que acabara matando y absorbiendo la esencia de un demonio muy poderoso; tan poderoso que el demonio acabó por tomar el control, convirtiéndole en una marioneta en manos de Lloth. Conocido como La Araña que Guarda, es el fiel siervo de Lloth, el patrón de los guerreros de la diosa y solo aprecia la belleza del combate violento. Su dominio principal es la guerra.

- Vhaerun: hijo de Corellón y Araushnee, se vio envuelta en la treta de esta para traicionar al primero y, al verse descubierto, puso tierra de por medio. Está oficialmente desterrado del panteón Seldarine, pero tampoco está en buenas relaciones con su madre. Acepta bajo su protección al resto de elfos, no solo drows, defendiendo principalmente la igualdad de derechos entre sexos (a veces incluso afirmando la superioridad de los varones) y sobre todo la creencia de que los elfos son la raza superior que debería gobernar Faerun. Es el dios de los bribones, del latrocinio y se le conoce como el Lord Enmascarado, siendo su símbolo una máscara. Su aspecto es el de un drow de facciones hermosas, cuyo cabello cambia de color según su humor.

- Eilistraee: hija de Corellón y Araushnee y hermana de Vhaerun, aunque su madre trató de involucrarla en la traición finalmente se demostró que no tuvo nada que ver. Aun así, pidió el exilio voluntario del panteón, previendo lo que iba a suceder con los drows más adelante. Es la única deidad buena del panteón drow y a menudo es excluida del mismo. Sus seguidores buscan el regreso a la superficie de la que fueron expulsados, para vivir en paz una vida digna y sin conflictos. Sus dominios principales son la danza, la canción, la belleza y la luna.

- Ghaunador: el dios de los limos y las babosas, en realidad no es verdaderamente una deidad drow, pero sus criaturas viven sobre todo en la Infraoscuridad y muchos descastados que no tienen a donde ir acaban en sus manos (aunque también hay mucha cosa rara suelta por ahí...). Está enemistado con el resto de deidades del panteón, pero especialmente con Eilistraee, que es la que más actos directos ha tenido en su contra. Enseña que los más fuertes deben destruir a los más débiles. Su dominio principal son los limos.

## Títulos Drow
Artículo principal: Lenguaje drow
A continuación se exponen algunos títulos y denominaciones, junto con su traducción, en el idioma drow, que los miembros de la raza suelen adoptar:
- Bregan D'aerthe: Es una banda mercenaria de destacados drow.
- C'rintri: Significa noble en drow.
- Dalharil: Hija.
- Dalharuk: Hijo.
- Faerz'un'arr: Profeta.
- Ilharess: Matrona.
- Ilharn: Patrono.
- Jabbress: Señora (hembra en cargo de alguna tarea o oficina).
- Jabbuk: Amo (varón en cargo de alguna tarea u oficio).
- Qu'el'faeruk: Mago de una Casa.
- Qu'el'saruk: Maestro de armas de la Casa.
- Qu'el'velguk: Asesino de la Casa.
- Sargtlin: Guerrero Drow.
- Shebali: Rufián, Drow no-noble,
- Ulathtallar: Sacerdotisa Suprema del Arach-Tinilith.
- Ulfaerz'un'arr: Profeta supremo de Sorcere.
- Ul'Saruk: Jefe militar de Melee-Magthere.
- Yathrin: Sacerdotisa de Lloth.
- Yathtallar: Alta Sacerdotisa de Lloth.

## Personajes
Algunos drows famosos:
- Menzoberra la Descastada: fundadora de la ciudad drow de Menzoberrazan. Se desconocen muchos datos de ella, salvo que en su día actuó siguiendo designios directos de la propia Lloth.
- Matrona Baenre: Matrona de la primera casa de Menzoberrazan durante incontables siglos, de hecho nadie en la ciudad recuerda su casa regida por otra que no sea ella, y tampoco cual era su nombre de pila. Tener su favor en la ciudad era equiparable a tener el favor de Lloth. Murió en el infructuoso ataque a Mithril Hall a manos de Bruenor Battlehammer, Octavo rey de la ciudad enana.
- Triel Baenre: Primera hija de la Matrona Baenre y su sucesora, era la Suma Sacerdotisa entre las maestras de Arach Tinilith, la academia donde son enviadas las mujeres drow para profesar su fe por Lloth. Ahora es la Matrona Baenre y su puesto ha quedado en manos de Quenthel Baenre, que murió junto con su madre en Mithril Hall, ella a manos de Drizzt Do'Urden. Aun así, Lloth tenía otros planes para ella y ha decidido que le es más útil entre los vivos.
- Gomph Baenre: Archimago de la ciudad y de su casa. Su falta de fe en Lloth es fuente de murmullos, pero nadie puede hacer acusaciones abiertas al respecto contra él.
- Liriel Baenre: Hija de Gomph, aunque técnicamente eso no le convierte en miembro de la casa ni la convierte en noble. Ha seguido las artes de la magia como su padre y hasta ahora lleva una vida bastante acomodada.
- Jarlaxle: Solo se sabe de sus orígenes que es el tercer hijo de la Casa Baenre, estudió en Melee Magthere y su madre quiso sacrificarlo a Lloth.  Líder de la banda mercenaria Bregan D'Aerthe, este misterioso personaje parece tener siempre una baraja entera de ases en la manga y es imposible predecir su patrón de movimientos. Los motivos que guían sus actos están sin desvelar, pero tiene una vida acomodada y un poder que ningún otro varón de la ciudad sería capaz de disfrutar.
- Malicia Do'Urden: Matrona de la casa Do'Urden, es conocida por su habilidad con las pociones y ungüentos y por su ambición.
- Zaknafein Do'Urden: Antiguo patrón de la casa Do'Urden y maestro de armas de la misma. En su campo permanece imbatido, y se sabe que de hecho muchas sacerdotisas también le temen. Es el padre de Drizzt.
- Drizzt Do'Urden: tercer hijo varón de la casa Do'Urden, abandonó esta a una edad muy joven aún a riesgo de ser perseguido. Es hermano de Dinin, Vierna, Briza, Maya y Nalfein Do'Urden. En la actualidad es un explorador seguidor de la diosa Mielikki en la superficie y se ha labrado una buena reputación por toda la zona de la Costa de la Espada y la Columna del Mundo.